# Stanislav Pavlovič Michejev
Stanislav Pavlovič Michejev (1940 – 23. dubna 2011) byl ruský fyzik, známý pro objev Michejevova-Smirnovova-Wolfensteinova efektu.

## Kariéra
Vystudoval na fyzikální fakultě Lomonosovovy univerzity, kterou dokončil v roce 1965. Poté začal pracovat na Lebeděvově fyzikálním institutu. Od roku 1970 působil jako pracovník Ústavu pro jaderný výzkum Sovětské akademie věd, kde v roce 1983 získal doktorský titul.
Pracoval na Baksanovském podzemním scintilátoru, byl v čele dvou experimentů prováděných tímto přístrojem. Vyhledával vzhůru se pohybující miony a supertěžké magnetické monopóly.
V roce 1985 navrhli Stanislav Michejev a Alexej Jurjevič Smirnov vysvětlení pro problém slunečních neutrin, dnes je toto řešení známé jako Michejevův-Smirnovův-Wolfensteinův efekt a počítá s oscilací neutrin v hmotě s různou hustototu. V 90. letech pracoval Michejev v rámci projektu Monopole, Astrophysics and Cosmic Ray Observatory (MACRO), podílel se rovněž na činnosti neutrinových observatoří Baksan Neutrino Observatory, Baikal Deep Underwater Neutrino Telescope a T2K experiment.
V roce 2008 získali Michejev a Smirnov Sakuraiovu cenu za fyziku.